# Rogna (Rumunia)
Rogna – wieś w Rumunii, w okręgu Sălaj, w gminie Ileanda. W 2011 roku liczyła 78 mieszkańców.